# Arrosticini
Les arrosticini (également appelés rustell, rustelle, arrustelle dans différents dialectes des Abruzzes) sont des brochettes de viande de mouton, typiques des Apennins, notamment dans la cuisine des Abruzzes. Ils sont étroitement liés à la tradition pastorale des Abruzzes et à la consommation conséquente de viande de mouton.
Répandus dans toute la région, surtout après la Seconde Guerre mondiale, leur lieu d'origine est souvent retracé dans la bande sud-est du Gran Sasso d'Italia, dans la zone de Piana del Voltigno (Villa Celiera), à la frontière entre les provinces de L'Aquila, Teramo et Pescara.

## Histoire
Les arrosticini sont l'expression culinaire du pastoralisme permanent et non de la transhumance, comme on le croyait autrefois : la légende veut qu'ils aient été inventés dans les années 1930 par deux bergers de Voltigno, une zone montagneuse située entre Carpineto della Nora, Villa Celiera et Civitella Casanova, qui découpaient la viande de vieux moutons en petits morceaux pour ne pas gaspiller la nourriture, en prélevant une partie des zones proches des os de l'animal. Les petits morceaux de viande devenaient des brochettes en étant piqués sur des bâtons de bois de vingh, une plante qui pousse à l'état sauvage le long des rives de Pescara, et étaient ensuite cuits au barbecue en plein air. La méthode de préparation des arrosticini, conçue à l'origine pour tenter de rendre appétissants les morceaux de viande les moins prisés, a obtenu des résultats si appréciables qu'elle a rapidement été appliquée aux meilleurs morceaux.
Selon la tradition pastorale, le véritable arrosticini des Abruzzes est fait de viande de mouton, idéalement de la viande de jeune mouton appelée ciavarra en dialecte, ou de mouton castré. Aujourd'hui, les arrosticini sont largement consommés en dehors des Abruzzes et se sont imposés dans certaines régions d'Italie dans la vente au détail à grande échelle. 